# 1. Bundesliga 1975-76
La Fußball-Bundesliga 1975/76 fue la 13.ª temporada de la Bundesliga, liga de fútbol de primer nivel de Alemania Federal. Comenzó el 9 de agosto de 1975 y finalizó el 12 de junio de 1976.

## Equipos participantes
| Equipo                   | Ciudad             | Estadio                  | Capacidad |
| ------------------------ | ------------------ | ------------------------ | --------- |
| Bayern de Múnich         | Múnich             | Olympiastadion Múnich    | 70.000    |
| VfL Bochum               | Bochum             | Ruhrstadion              | 40.000    |
| Borussia Mönchengladbach | Mönchengladbach    | Bökelbergstadion         | 34.500    |
| FC Colonia               | Colonia            | Radrennbahn Müngersdorf  | 61.000    |
| MSV Duisburgo            | Duisburgo          | Wedaustadion             | 38.500    |
| Eintracht Braunschweig   | Brunswick          | Eintracht-Stadion        | 38.000    |
| Eintracht Frankfurt      | Frankfurt del Main | Waldstadion              | 87.000    |
| Fortuna Düsseldorf       | Düsseldorf         | Rheinstadion             | 59.600    |
| Hamburgo SV              | Hamburgo           | Volksparkstadion         | 80.000    |
| Hannover 96              | Hannover           | Niedersachsenstadion     | 60.400    |
| Hertha Berlín            | Berlín             | Olympiastadion Berlín    | 100.000   |
| 1. FC Kaiserslautern     | Kaiserslautern     | Stadion Betzenberg       | 42.000    |
| Karlsruher SC            | Karlsruhe          | Wildparkstadion          | 50.000    |
| Kickers Offenbach        | Offenbach del Meno | Stadion am Bieberer Berg | 30.000    |
| Rot-Weiss Essen          | Essen              | Georg-Melches-Stadion    | 40.000    |
| FC Schalke 04            | Gelsenkirchen      | Parkstadion              | 70.000    |
| KFC Uerdingen 05         | Krefeld            | Grotenburg-Stadion       | 22.000    |
| Werder Bremen            | Bremen             | Weserstadion             | 32.000    |

### Relevos
| Pos  | Descendidos de 1. Bundesliga |
| ---- | ---------------------------- |
| 16.º | VfB Stuttgart                |
| 17.º | Tennis Borussia Berlín       |
| 18.º | Wuppertaler SV               |

| Pos       | Ascendidos de 2. Bundesliga |
| --------- | --------------------------- |
| 1.º Norte | Hannover 96                 |
| 1.º Sur   | Karlsruher SC               |
| 2.º Norte | KFC Uerdingen 05            |

## Clasificación
| Pos. | Equipo                       | Pts. | PJ | G  | E  | P  | GF | GC | Dif. | Clasificación                                |
| ---- | ---------------------------- | ---- | -- | -- | -- | -- | -- | -- | ---- | -------------------------------------------- |
| 1    | Borussia Mönchengladbach (C) | 45   | 34 | 16 | 13 | 5  | 66 | 37 | +29  | Clasificado a la Copa de Campeones de Europa |
| 2    | Hamburgo SV                  | 41   | 34 | 17 | 7  | 10 | 59 | 32 | +27  | Clasificado a la Recopa de Europa            |
| 3    | Bayern de Múnich             | 40   | 34 | 15 | 10 | 9  | 72 | 50 | +22  | Clasificado a la Copa de Campeones de Europa |
| 4    | FC Colonia                   | 39   | 34 | 14 | 11 | 9  | 62 | 45 | +17  | Clasificado a la Copa de la UEFA             |
| 5    | Eintracht Braunschweig       | 39   | 34 | 14 | 11 | 9  | 52 | 48 | +4   | Clasificado a la Copa de la UEFA             |
| 6    | FC Schalke 04                | 37   | 34 | 13 | 11 | 10 | 76 | 55 | +21  | Clasificado a la Copa de la UEFA             |
| 7    | 1. FC Kaiserslautern         | 37   | 34 | 15 | 7  | 12 | 66 | 60 | +6   | Clasificado a la Copa de la UEFA             |
| 8    | Rot-Weiß Essen               | 37   | 34 | 13 | 11 | 10 | 61 | 67 | −6   |                                              |
| 9    | Eintracht Frankfurt          | 36   | 34 | 13 | 10 | 11 | 79 | 58 | +21  |                                              |
| 10   | MSV Duisburgo                | 33   | 34 | 13 | 7  | 14 | 55 | 62 | −7   |                                              |
| 11   | Hertha Berlín                | 32   | 34 | 11 | 10 | 13 | 59 | 61 | −2   |                                              |
| 12   | Fortuna Düsseldorf           | 30   | 34 | 10 | 10 | 14 | 47 | 57 | −10  |                                              |
| 13   | Werder Bremen                | 30   | 34 | 11 | 8  | 15 | 44 | 55 | −11  |                                              |
| 14   | VfL Bochum                   | 30   | 34 | 12 | 6  | 16 | 49 | 62 | −13  |                                              |
| 15   | Karlsruher SC                | 30   | 34 | 12 | 6  | 16 | 46 | 59 | −13  |                                              |
| 16   | Hannover 96 (D)              | 27   | 34 | 9  | 9  | 16 | 48 | 60 | −12  | Descenso a la 2. Bundesliga                  |
| 17   | Kickers Offenbach (D)        | 27   | 34 | 9  | 9  | 16 | 40 | 72 | −32  | Descenso a la 2. Bundesliga                  |
| 18   | KFC Uerdingen 05 (D)         | 22   | 34 | 6  | 10 | 18 | 28 | 69 | −41  | Descenso a la 2. Bundesliga                  |

 Fuente: BDFutbol
Notas:
1. 1 2  Bayern Múnich ganó la Copa de Campeones de Europa 1975-76, y con ello se clasificó automáticamente como campeón defensor. Como consecuencia, su lugar original de la Copa de la UEFA se ganó a través de la posición en la liga y fue trasladado al sexto clasificado, el Schalke 04.
2. ↑  El Hamburgo se clasificó para la Recopa de Europa, la plaza para la Copa de la UEFA fue cedida al 1. FC Kaiserslautern, subcampeón de la Copa de Alemania.

|                                            |
| Campeón Borussia Mönchengladbach 4° título |

## Resultados
| Local \ Visitante        | BAY | BOC | BOM | COL | DUI | EBR | EFR | FOR | HAM | HAN | HER | KAI | KAR | KIC | RWE | SCH | UER | WER |
| ------------------------ | --- | --- | --- | --- | --- | --- | --- | --- | --- | --- | --- | --- | --- | --- | --- | --- | --- | --- |
| Bayern de Múnich         | —   | 4–0 | 4–0 | 1–2 | 3–0 | 1–1 | 1–1 | 5–0 | 1–0 | 3–1 | 7–4 | 3–4 | 2–0 | 3–1 | 5–1 | 3–2 | 2–0 | 4–0 |
| VfL Bochum               | 3–1 | —   | 2–0 | 1–0 | 1–2 | 2–0 | 5–3 | 0–1 | 0–3 | 2–0 | 2–0 | 2–0 | 4–2 | 5–1 | 2–1 | 1–4 | 3–0 | 0–3 |
| Borussia Mönchengladbach | 4–1 | 1–1 | —   | 2–1 | 3–0 | 0–0 | 4–2 | 1–0 | 1–1 | 2–0 | 1–1 | 3–0 | 4–0 | 2–0 | 1–2 | 0–2 | 6–1 | 3–0 |
| FC Colonia               | 1–0 | 1–0 | 0–4 | —   | 3–2 | 1–1 | 3–3 | 4–0 | 1–1 | 2–1 | 2–0 | 1–1 | 1–3 | 4–0 | 3–0 | 2–1 | 4–0 | 1–1 |
| MSV Duisburgo            | 1–1 | 1–1 | 2–3 | 0–4 | —   | 1–0 | 1–1 | 2–2 | 1–1 | 4–3 | 2–1 | 1–2 | 1–0 | 6–2 | 4–0 | 1–3 | 2–0 | 2–0 |
| Eintracht Braunschweig   | 1–1 | 1–1 | 0–0 | 0–0 | 3–1 | —   | 2–0 | 3–1 | 1–0 | 3–2 | 5–2 | 2–0 | 2–0 | 5–1 | 1–1 | 4–1 | 1–0 | 3–2 |
| Eintracht Frankfurt      | 6–0 | 6–0 | 1–1 | 2–2 | 1–1 | 6–1 | —   | 5–2 | 1–0 | 5–1 | 1–1 | 1–1 | 0–2 | 1–0 | 1–3 | 2–1 | 3–1 | 2–0 |
| Fortuna Düsseldorf       | 1–1 | 3–1 | 1–1 | 0–0 | 1–3 | 3–3 | 1–1 | —   | 1–0 | 3–0 | 2–1 | 5–1 | 0–2 | 0–0 | 5–2 | 1–2 | 2–0 | 3–0 |
| Hamburgo SV              | 0–1 | 5–3 | 0–0 | 2–1 | 3–0 | 4–0 | 4–2 | 3–1 | —   | 3–0 | 2–1 | 2–0 | 3–0 | 2–0 | 4–1 | 4–1 | 0–0 | 1–2 |
| Hannover 96              | 2–2 | 4–1 | 3–3 | 3–3 | 0–2 | 2–0 | 3–2 | 1–2 | 1–0 | —   | 2–6 | 2–0 | 2–0 | 4–0 | 0–0 | 1–1 | 3–1 | 0–0 |
| Hertha Berlín            | 2–1 | 4–1 | 3–0 | 2–1 | 1–2 | 1–0 | 4–4 | 2–2 | 1–1 | 1–0 | —   | 3–0 | 1–1 | 1–0 | 2–2 | 2–1 | 5–0 | 0–0 |
| 1. FC Kaiserslautern     | 2–1 | 2–1 | 0–3 | 1–1 | 3–0 | 3–1 | 3–1 | 2–1 | 2–0 | 2–2 | 5–0 | —   | 3–1 | 2–2 | 5–0 | 1–3 | 1–2 | 4–0 |
| Karlsruher SC            | 1–2 | 2–2 | 2–4 | 3–1 | 2–2 | 0–2 | 1–0 | 1–0 | 3–2 | 3–2 | 3–0 | 3–5 | —   | 2–1 | 1–2 | 2–2 | 1–0 | 2–0 |
| Kickers Offenbach        | 2–2 | 1–0 | 1–1 | 1–5 | 2–1 | 4–2 | 2–1 | 1–1 | 3–2 | 1–0 | 2–1 | 1–4 | 0–0 | —   | 0–4 | 1–1 | 2–3 | 2–0 |
| Rot-Weiß Essen           | 3–3 | 1–0 | 1–3 | 2–3 | 5–2 | 2–2 | 4–3 | 2–2 | 1–1 | 1–0 | 3–1 | 5–1 | 1–0 | 2–2 | —   | 0–0 | 2–1 | 2–0 |
| FC Schalke 04            | 2–2 | 1–1 | 2–2 | 3–1 | 5–1 | 5–1 | 2–4 | 2–0 | 0–1 | 1–2 | 2–2 | 2–2 | 6–2 | 1–1 | 5–1 | —   | 5–1 | 4–2 |
| KFC Uerdingen 05         | 2–1 | 0–0 | 1–1 | 1–1 | 0–4 | 0–0 | 0–5 | 2–0 | 0–1 | 1–1 | 1–1 | 2–2 | 1–1 | 1–2 | 1–1 | 3–2 | —   | 2–1 |
| Werder Bremen            | 0–0 | 4–1 | 2–2 | 3–2 | 2–0 | 0–1 | 1–2 | 3–0 | 1–3 | 0–0 | 3–2 | 3–2 | 1–0 | 3–1 | 3–3 | 1–1 | 3–0 | —   |

## Máximos goleadores
| Jugador          | Equipo                   | Goles |
| ---------------- | ------------------------ | ----- |
| Klaus Fischer    | Schalke 04               | 29    |
| Erich Beer       | Hertha Berlín            | 23    |
| Gerd Müller      | Bayern Múnich            | 23    |
| Klaus Toppmöller | Kaiserslautern           | 22    |
| Horst Hrubesch   | Rot-Weiss Essen          | 18    |
| Roland Sandberg  | Kaiserslautern           | 17    |
| Wolfgang Frank   | Eintracht Braunschweig   | 16    |
| Bernd Hölzenbein | Eintracht Fráncfort      | 16    |
| Allan Simonsen   | Borussia Mönchengladbach | 16    |
| Johannes Löhr    | Colonia                  | 15    |
| Bernd Nickel     | Eintracht Fráncfort      | 15    |